# Edizioni Fonografiche e musicali Pro Civitate Christiana
La Edizioni Fonografiche e musicali Pro Civitate Christiana (solitamente abbreviata in PCC, sull'etichetta Pcc) è stata una casa discografica italiana.

## Storia
Di ispirazione cattolica, fu fondata negli anni '50 quale articolazione dell'associazione Pro Civitate Christiana, con sede in Assisi. Le prime registrazioni in disco risalivano agli anni '50 con gli oratori, presentati ai Corsi di Studi Cristiani (Sanctam per saecula di Armando Renzi, Gloriosi Principes di Domenico Bartolucci...).
Non mancò l'interesse alla musica leggera, con la Sagra della Musica Nova, rassegna iniziata alla fine degli anni '50.
L'etichetta acquisì la sua maggiore notorietà relativamente alle attività legate alla musica liturgica e, in particolare, a quella incisa negli anni dal 1967 al 1975 circa (successivamente al Concilio Ecumenico Vaticano II), identificata come corrente del "rinnovamento" o, in gergo, messe beat. Fra gli artisti coinvolti: Marcello Giombini e i suoi complessi Gli Alleluia e Clan Alleluia, assieme ad altri compositori quali Giovanni Maria Rossi, Mario Piatti, Fernando Sulpizi, Luigi Oliveto, Pierangelo Comi, Domenico Machetta e molti altri.
Negli anni 1980 e 1990, oltre alle musica corale, alla musica strumentale e agli spirituals, il repertorio fu arricchito con materiale fonografico e audiovisivo didattico, quali filastrocche, canti per bambini ed educatori e i "quaderni di musica applicata".
Dai primi anni del 2000 l'etichetta Pcc smise di produrre materiale musicale dedicandosi esclusivamente all'organizzazione dei corsi di musicoterapia. Da quel periodo, non esisterà più un responsabile per la sezione musicale dell'associazione.
Nel 2024 la casa discografica La Gloria ha acquisito la titolarità delle registrazioni e dei prodotti editoriali della ormai defunta Pcc, pubblicando in versione digitale alcuni dischi.

## Dischi
La datazione qui riportata si basa sull'etichetta del disco o sulla copertina; qualora nessuno di questi elementi abbia una datazione, è basata sulla numerazione del catalogo; talora è, infine, basata sul codice della matrice di stampa. Se esistenti, sono riportati, oltre all'anno, il mese e il giorno (quest'ultimo dato si trova, a volte, stampato sul vinile).

### 33 giri
| Numero di catalogo                          | Data                                            | Interprete e/o compositore | Titoli |
| ------------------------------------------- | ----------------------------------------------- | --- | --- |
| PCC 054                                     | 23-10-1961                                      | Tina Renzi, Lucia D'Angelo, Mario Alessandrini, Michele Bernocco (solisti) | Sanctam per saecula - Oratorio di Armando Renzi                                                             |
| CAM C ms. 30-046                            | 5-11-1962                                       | Angelica Tuccari, Corrina Vozza, Gino Sinimberghi, Ugo Trama (solisti | Mysterium Catholicum - Oratorio di Nino Rota                                                                |
| CAM C ms. 30-067 (doppio LP)                | 11-10-1963                                      | Orchestra stabile e Coro dell'Accademia Nazionale S. Cecilia, diretto da Gino Nucci | Gloriosi Principes - Oratorio musicale di Domenico Bartolucci                                               |
| PCC MLP 1003                                | 1963                                            | Carlo Savina (direttore orchestra), Armando Romeo, Gianni La Commare, Luciano Savoretti, Aura D'Angelo, Tony Cucchiara, Fausto Cigliano, Quartetto Caravel, Nelly Fioramonti, Emilio Pericoli | 6ª Sagra della Canzone Nova                                                                                 |
| PCC MS 055                                  | 1963 (?)                                        | Coro della Cappella Giulia Basilica di San Pietro in Roma, diretto da Armando Renzi | Francesco Paolo Neglia: Missa Brevis Opus 34 (61 P)                                                         |
| PCC MS 056                                  | (?)                                             | Anonymus | Messa Cantata in italiano (Signore pietà, Gloria, Credo Santo, Agnello di Dio)                              |
| PCC CS 150 LP                               | 05-05-1967                                      | The Folkstudio Singers (a cura di Eddie Hawkins) | A man called Jesus                                                                                          |
| PCC CS 0151 LP                              | 15-03-1968                                      | The Folkstudio Singers - musiche e testi Eddie Hawkins | Missa Nobis (Messa)                                                                                         |
| PCC 075 LP                                  | 17-07-1968                                      | Roman Vlad | E Dio si ricordò dell'uomo (musiche per il film La Redenzione di Vincenzo Lucci Chiarissi)                  |
| PCC CS 0152 LP                              | 19-06-1969                                      | The Folkstudio Singers (a cura di Eddie Hawkins) | Bethlehem city of light                                                                                     |
| PCC CS 0153 LP                              | 20-04-1968                                      | Don Powell | Un recital di Don Powell                                                                                    |
| PCC CS 0154 LP                              | 11-03-1968                                      | Gli Alleluia - musiche Marcello Giombini - testi Giuseppe Scoponi | Cantata del Terzo Mondo                                                                                     |
| PCC MS 060 LP                               | 08-04-1969                                      | Gli Alleluia - musiche Marcello Giombini - testi Gino Stefani | Messa Alleluia                                                                                              |
| PCC CS 0155 LP                              | 17-06-1969 (ristampa 3-1970 e altra successiva) | Clan Alleluia - musiche e testi Marcello Giombini | Io con voi / Anche tu vedrai (Salmi per il nostro tempo 1-2)                                                |
| PCC CS 0156 LP                              | 09-07-1969 (ristampa 11-1972)                   | Clan Alleluia - musiche e testi Marcello Giombini | Il suo cuore / I vecchi amici (Salmi per il nostro tempo 3-4)                                               |
| PCC CS 0157 LP                              | 31-10-1969 (ristampa 11-1972)                   | Clan Alleluia - musiche e testi Marcello Giombini | Non vi conosco tutti / Ora capisco perché (Salmi per il nostro tempo 5-6)                                   |
| PCC DM 0451 LP - PCC DM 0452 LP (doppio LP) | 1969                                            | Carlo Savina | Dal Breviario cristiano di don Giovanni Rossi                                                               |
| PCC MS 0060 LP                              | 19-12-1969                                      | Clan Alleluia - musiche Marcello Giombini - testi Gino Stefani | Messa Alleluia                                                                                              |
| PCC MS 0061 LP                              | 16-2-1970                                       | Clan Alleluia - musiche e testi Marcello Giombini | Camminiamo nella speranza (Messa)                                                                           |
| PCC MS 0062 LP                              | 16-2-1970                                       | Clan Alleluia - musiche e testi Giovanni Maria Rossi | Cantiamo con gioia (Messa)                                                                                  |
| PCC CS 0158 LP                              | 20-02-1970 (e successiva ristampa)              | Clan Alleluia - musiche e testi Marcello Giombini | È stato bello volare / Sento la tua mano (Salmi per il nostro tempo 7-8)                                    |
| PCC 0076 LP                                 | 1971                                            | Mario Nascimbene, Roberto Pregadio | Anch'io sono l'America                                                                                      |
| PCC MS 0063 LP                              | 11-1970 (e successiva ristampa)                 | Clan Alleluia - musiche e testi Domenico Machetta | Grazie, Signore! (Messa e canti vari)                                                                       |
| PCC CS 0159 LP                              | 01-12-1970 (e successiva ristampa)              | Clan Alleluia - musiche e testi Marcello Giombini | Amarti è una festa / Sei la casa (Salmi per il nostro tempo 9-10)                                           |
| PCC CS 0160 LP                              | 15-06-1971 (e successiva ristampa)              | Clan Alleluia - musiche e testi Marcello Giombini | Tu sei ancora tra noi / Le stelle cantano canzoni (Salmi per il nostro tempo 11-12)                         |
| PCC CS 0161 LP                              | 02-1972                                         | Clan Alleluia - musiche e testi Marcello Giombini | La strada è lunga / Voglio chiamarti papà (Salmi per il nostro tempo 13-14)                                 |
| PCC CS 0162 LP                              | 05-1972                                         | Clan Alleluia - musiche e testi Marcello Giombini | corri, Signore ho bisogno di aiuto / Amen (Salmi per il nostro tempo 15-16)                                 |
| PCC CS 0163 LP                              | 28-03-1973                                      | Gastone Pettenon - Armonizzazione, strumentazione e direzione Mino Bordignon | Lasciatemi sperare                                                                                          |
| PCC CS 0164 LP                              | 15-06-1972                                      | Cantori Moderni di Alessandroni - musiche e testi di Mario Piatti | Signore ti cerchiamo                                                                                        |
| PCC CS 0165 LP                              | 10-1972                                         | Clan Alleluia - musiche e testi Marcello Giombini | Non dobbiamo essere tristi come chi non ha speranza                                                         |
| PCC CS 0166 LP                              | 01-1974                                         | Clan Alleluia - musiche e testi Marcello Giombini | Da mille strade                                                                                             |
| PCC CS 0167 LP                              | 01-1974                                         | Clan Alleluia - musiche e testi Marcello Giombini | I semi del futuro                                                                                           |
| PCC CS 0168 LP                              | 08-07-1974                                      | New Folkstudio Singers | New Folkstudio Singers                                                                                      |
| PCC 0077 LP                                 | 07-1974                                         | Nicoletta e La Nuova Presenza - musiche Marcello Giombini - testi Enzo Barbarino | Transvitaexpress                                                                                            |
| PCC 0078 LP                                 | 11-2-1975                                       | Giacomo dell'Orso | Impressioni musicali                                                                                        |
| PCC CS 0169 LP                              | 17-11-1977                                      | Eddie Hawkins | Bird in the sun                                                                                             |
| PCC CS 00170 LP                             | 28-04-1978                                      | Euanghelion - musiche e testi Luigi Oliveto | Chiamarsi amore                                                                                             |
| PCC CS 0171 LP                              | 1979                                            | Eddie Hawkins, Ernesto Brancucci - compositore Eddie Hawkins | Patches |
| PCC 0172 LP                                 | 197?                                            | Eddie Hawkins | In amazing grace                                                                                            |
| PCC CS 201 LP                               | 1975                                            | Il complesso della Comunità di Bibione | Cantiamo alleluia alleluia                                                                                  |
| PCC CS 0202 LP                              | 13-03-1975                                      | Comunità del Quartiere degli Olmi - Milano - musiche e testi Vincenzo Di Mauro | Nella tua casa, con gioia                                                                                   |
| PCC CS 0203 LP                              | 17-11-1975                                      | Coro della Natività di Roma - testi e musiche Pierangelo Comi | Jahvè nostra festa                                                                                          |
| PCC CS 0401 LP                              | 1975                                            | testi di Gianni Rodari, musiche i Mario Piatti e Angelo Paccagnini | Testa Fiorite - Filastrocche musicali                                                                       |
| PCC 0079 LP                                 | 25-03-1976                                      | Corinna Rosini, Ernesto Brancucci, Coro della Natività di Roma - liriche di Alfredo Bonazzi                                                                                                   | Quel giorno di uve rosse                                                                                    |
| PCC 0080 LP                                 | 05-03-1976                                      | Mauro Cesarini, Guido Posani - musiche e testi Marcello Giombini | Terra uguale                                                                                                |
| PCC CS 0204 LP                              | 15-07-1976                                      | Coro della Natività di Roma - testi e musiche Pierangelo Comi | Nel deserto ho trovato grazia                                                                               |
| PCC 0081 LP                                 | 03-11-1976                                      | Marcello Giombini | Arcangelo Corelli: Concerto grosso n. 8 Fatto per la notte di Natale - Jean Francois Dandrieu: Cinque noels |
| PCC CS 0205 LP                              | 18-05-1977                                      | L'Arcipelago - testi Renato Biagioli - musiche Alessandro Aliscioni | Il rivoluzionario                                                                                           |
| PCC MS 0064 LP                              | 10-11-1977                                      | Riccardo Orfei, Franca Orfei - musiche e testi Marcello Giombini | Io canterò pace (Messa)                                                                                     |
| PCC MS 0065 LP                              | 06-04-1978                                      | Allievi della scuola media Damiano Chiesa di Rovereto | Strumenti e voci in festa (Messa)                                                                           |
| PCC 0082 LP                                 | 10-05-1978                                      | Coro Incas di Fiorano al Serio, diretto da Mino Bordignon | Incanto e magia del Coro Incas                                                                              |
| PCC 0083 LP                                 | 13-10-1978                                      | Corale Città di Trento, Madrigalisti Trentini di Rovereto, Coro Torre Franca di Mattarello, diretti da Camillo Moser                                                                          | Tre cori una esperienza                                                                                     |
| PCC 0402 LP                                 | 1978                                            | Gianni Rodari (testi), Mario Piatti (musiche), Marco Deflorian (strumentazione), Eugenio Costa (collaborazione musicale), Carla Dassatti (direzione)                                          | È arrivato un bastimento carico di .....                                                                    |
| PCC 0084 LP                                 | 22-10-1979                                      | Coro Piccoli Cantori S. Bortolo di Rovigo, diretto da Giorgio Mazzucato | Gioia nel mondo - Canti natalizi                                                                            |
| PCC 0405 LP                                 | 1979                                            | Mario Piatti (testi e musiche), Marco Deflorian (strumentazione), Gruppo Canta con Noi di Rovereto (esecuzione)                                                                               | C'era una volta o forse due                                                                                 |
| PCC 0206 LP                                 | 1980                                            | Coro della Comunità di Bibione e Complesso della Comunità di Bibione | Festa per tutti gli amici                                                                                   |
| PCC 0085 LP                                 | 26-10-1981                                      | Voci Bianche di Ivrea, dirette da Bernardino Streito | Coralità e folklore di Béla Bartók e canti popolari                                                         |
| PCC 0207 LP                                 | 1983                                            | Coro della Comunità di Bibione e Complesso della Comunità di Bibione | Ora che il giorno finisce                                                                                   |
| PCC 0208                                    | 19??                                            | Complesso di Bibione e Coro Primavera di Chions | Complesso di Bibione e Coro Primavera di Chions                                                             |
| PCC 0086 LP                                 | 4-11-1983                                       | Corale Polifonica Valchiusella, diretta da Bernardino Streito | Coralità d'Europa, dal Gregoriano ad oggi                                                                   |
| PCC 0404                                    | 1983                                            | Fernando Sulpizi (musiche), Antonio Porta, Giovanni Raboni, Toti Scialoja, Corrado Costa, Nico Orengo (testi)                                                                                 | Luna di lana - Canti minuscoli per i più piccini                                                            |
| PCC 0406 LP                                 |                                                 | Paolo Cerlati, Enrico Strobino, Daniele Vineis | ... E l'aria Ascolterà                                                                                      |
| PCC 0087 - PCC 0088 - PCC 0089 (triplo LP)  | 25-03-1984                                      | Coro Filarmonico di Milano della Civica Scuola di Musica - Coro Incas di Fiorano al Serio - Camerata Strumentale di Milano, diretti da Mino Bordignon                                         | Johann Sebastian Bach: Messa in si minore bwv 232                                                           |
| PCC 0090                                    | 06-1984                                         | I Cantori Moderni di Milano, diretti da Mino Bordignon | Girolamo Frescobaldi: Messa sopra l'aria della Monica - Messa sopra l'aria di Fiorenza                      |
| PCC 0091 - PCC 0092 (doppio LP)             | 19??                                            | all'organo Arturo Sacchetti, voce Orazio Costa Giovangigli | Johann Kuhnau: Sei sonate bibliche                                                                          |
| PCC 0093                                    | 19??                                            | Corale Polifonica Valchiusella, diretta da Bernardino Streito | Palestrina e Bach: Due mondi corali                                                                         |
| PCC 0094                                    | 19??                                            | Giancarlo Parodi - Arturo Sacchetti | Prestinari: musiche in duo (Parodi e Sacchetti all'organo antico)                                           |
| PCC 0095                                    | 19??                                            | Coro degli Anonymi Cantores di Milano e Coro Vox Nova del Liceo Musicale di Ivrea | Palestrina & Byrd: Polifonie a confronto                                                                    |
| PCC 0096                                    | 19??                                            | Gruppo vocale strumentale Canta con noi di Rovereto | Fiume che vai                                                                                               |
| PCC 0097                                    | 19??                                            | Corale della Cappella Musicale Jacopo Tomadini, diretta da Gilberto della Negra - musiche di Albino Perosa                                                                                    | Albino Perosa e la Cappella Musicale Jacopo Tomadini                                                        |
| PCC 0098                                    | 19??                                            | Quintetto Polifonico Italiano di Clemente Terni, su trascrizione e versione per concerto di Clemente Terni                                                                                    | Laudario di Cortona - Cantico di Frate Sole                                                                 |
| PCC 0099                                    | 19??                                            | Corale Luzzasco Luzzaschi, diretta da Giordano Tunioli | Corale Luzzasco Luzzaschi                                                                                   |
| PCC 0100                                    | 19??                                            | Coro da Camera di Milano della Civica Scuola di Musica, diretto da Mino Bordignon | Goffredo Petrassi: "Il tempo del dolore" mottetti per la Passione                                           |
| PCC 0101                                    | 1976                                            | Ars Antiqua di Milano, elaborazione di Angelo Paccagnini | Antonio Vivaldi Benedetto Marcello                                                                          |
| PCC 0102                                    | 1976                                            | Ars Antiqua di Milano, elaborazione di Angelo Paccagnini | Johann Joachim Quantz: Federico il Grande di Prussia                                                        |
| PCC AA 0103                                 | 1976                                            | Carla Weber Bianchi di Ars Antiqua Angelo Paccagnini | Musiche intabulate per istrumenti da tasto / organo e clavicembalo                                          |
| PCC 104 - PCC 105 (doppio LP)               | 19??                                            | Domenico Zipoli, Bernardo Pasquini, Alessandro Scarlatti, Giovanni Maria Casini | L'Opera per Organo                                                                                          |
| PCC 0106 LP                                 | 19??                                            | I Cantori di Milano della Civica Scuola di Musica, diretti da Mino Bordignon | Carlo Gesualdo da Venosa: Responsori del Sabato Santo                                                       |

### 45 giri ed EP
| Numero di catalogo                  | Data       | Interprete e/o compositori                                                    | Titoli |
| ----------------------------------- | ---------- | ----------------------------------------------------------------------------- | --- |
| Pcc CA 252                          |            | I Cantori di Assisi                                                           | Inno di Assisi / Ecco Maggio |
| Pcc CA 253                          |            | I Cantori di Assisi                                                           | Mamma / Ninna nanna |
| Pcc CA 254                          |            | I Cantori di Assisi                                                           | Gloria n'cielo / Troppo perde l'tempo / Altissima Luce (laudi medioevali) |
| Pcc CA 255                          |            | I Cantori di Assisi                                                           | De la crudel morte / Voi ch'amate lo Criatore (laudi medioevali) |
| Pcc CA 256                          |            | I Cantori di Assisi                                                           | O Cristo 'nipotente / Venite a laudare (laudi medioevali) |
| PCC MS 057-45 EP e PCC MS 058-45 EP | 1968       | Gli Alleluia - musiche Marcello Giombini, testi Gino Stefani                  | Messa Alleluia - tempo di Natale: Signore pietà, Gloria, Alleluia, Santo, Agnello di Dio, Vieni Gesù, La Messa è finita                                                                |
| PCC MS/45 059                       | 11-03-1968 | Gli Alleluia - musiche Marcello Giombini, testi Gino Stefani                  | Messa Alleluia - tempo di Natale: Dall'alto dei cieli / Dio Padre ha parlato |
| PCC MLP 1501-45                     | 25-11-1968 | The Folkstudio Singers                                                        | Non può cambiare niente / Tu non sai... |
| PCC CS 0301-45                      | 25-11-1968 | The Folkstudio Singers                                                        | Gathering straw / Natale di pace |
| PCC 0302                            | 1970       | The Folkstudio Singers - compositore Eddie Hawkins                            | Crying in the wilderness / Take my mother home (dall'LP "A man called Jesus") |
| PCC 0303                            | 1970       | The Folkstudio Singers                                                        | What manner of man / Were you there? |
| PCC 0304                            | 1970       | The Folkstudio Singers                                                        | Christ the Lord is risen / God so loved the world |
| PCC 0305                            | 1970       | The Folkstudio singers                                                        | Hallelujah!-Jesus joy / Brother walk with me |
| PCC 0502                            | 1970       | Clan Alleluia - musiche e testi: Marcello Giombini                            | Io con voi / Se un uomo (da Salmi per il nostro tempo |
| PCC 0503                            | 1970       | Clan Alleluia - musiche e testi: Marcello Giombini                            | All'alba / Ho lottato tanto in questo giorno (da Salmi per il nostro tempo) |
| PCC 0504                            | 8-6-1970   | Clan Alleluia - musiche e testi: Marcello Giombini                            | Quando busserò / I cieli parlano (da Salmi per il nostro tempo) |
| PCC 0505                            | 8-6-1970   | Clan Alleluia - musiche e testi: Marcello Giombini                            | Quando ti chiamo, rispondimi / Vorrei gridare al mondo (da Salmi per il nostro tempo)                                                                                                  |
| PCC 0506                            | 1970       | Clan Alleluia - musiche e testi: Marcello Giombini                            | Camminerò tra la gente / A te canto (da Salmi per il nostro tempo) |
| PCC 0507                            | 1977       | Complesso della Comunità di Bibione                                           | Salve, Madre dell'amore; Grazie, perché mi hai chiamato qui (Domenico Machetta); Voi bussate alla porta; Ecco il tuo posto (Marcello Giombini); Come unico pane (Giovanni Maria Rossi) |
| PCC O307                            | 1981       | Eddie Hawkins e Giuliano Lanci - compositori Riz Ortolani e Roberto Anselmi   | Fratello sole, sorella luna / Buon Natale |
| PCC 0308                            | 1981       | Eddie Hawkins e Giuliano Lanci - compositori Roberto Alselmi ed Eddie Hawkins | Chi ha inventato le armi / Follow me |